# Trichoderma cornu-damae
Espèce
Synonymes
- Hypocrea cornu-damae Pat., 1895
- Podocrea cornu-damae (Pat.) Sacc. & D. Sacc., 1905
- Podostroma cornu-damae (Pat.) Boedijn, 1934

Trichoderma cornu-damae, le corail de feu, (En japonais : kaén-také カエンタケ et en kanji 火炎茸 ou 火焔茸, littéralement « Champignon de feu »), est une espèce de champignons ascomycétes de la famille des Hypocreaceae

## Taxonomie
Cette espèce a été décrite pour la première fois sous le nom Hypocrea cornu-damae par Narcisse Théophile Patouillard en 1895, puis a été placée dans le genre Podocrea en 1905 par le vénétien Pier Andrea Saccardo. En 1994, les mycologues japonais Tsuguo Hongō et Izawa Masana la place dans le genre Podostroma, et en 2014, elle est placée dans le genre Trichoderma par les mycologues chinois ZHU Zhao-Xiang et ZHUANG Wen-Ying.

## Description
La partie visible est constituée de plusieurs cônes provenant d'une base commune. Ce sont des cylindriques simples en forme de bois de daims ramifiés et aplatis sur le haut. Chacun mesure de 7 à 9 cm de haut, et de 0,5 à 0,7 cm d'épaisseur. Ils sont d'un orange chamoisé, leur surface étant glabre et lisse. Ces cônes sont des stromas, c'est-à-dire un réseau d'hyphes constituant une structure végétative portant un organe reproducteur,.

## Écologie et répartition
Cette espèce est un saprophyte de bois en décomposition. 
Plutôt rare, Trichoderma cornu-damae se rencontre sur l'ensemble de l'archipel japonais, en Corée du Sud et en Chine, au moins dans le Sichuan et au Tibet,. Elle a récemment été découverte en Australie où elle est considérée comme nouvelle.

## Toxicité
Les fructifications de ce champignon sont très toxiques et ont causé plusieurs décès au Japon. Le champignon contient plusieurs mycotoxines de  trichothécène. Au toucher, il peut causer une irritation de la peau et une dermatite. Sa consommation peut générer des vomissements, des diarrhées, de la fièvre et divers symptômes qui, sans traitement, peuvent se solder par des défaillances d'organes ou des dégâts au cerveau et entraîner la mort,,.